# Gran Premio motociclistico di Gran Bretagna 2015
Il Gran Premio motociclistico di Gran Bretagna 2015 è stato la dodicesima prova del motomondiale del 2015. Si è disputato domenica 30 agosto sul circuito di Silverstone in una giornata caratterizzata dal maltempo. Nella categoria Moto3 ha vinto Danny Kent, in Moto2 si è imposto il francese Johann Zarco e in MotoGP ha vinto Valentino Rossi. Si è trattato della 39ª edizione del Gran Premio motociclistico di Gran Bretagna.

## MotoGP
La gara, disputatasi in condizione di bagnato, ha visto alla fine un podio composto totalmente da piloti italiani: si è imposto Valentino Rossi (al quarto successo stagionale e al primo successo sul circuito di Silverstone) che ha preceduto Danilo Petrucci al suo miglior piazzamento nella categoria e Andrea Dovizioso. Con il successo ottenuto Rossi è tornato anche in testa alla classifica parziale davanti al suo compagno di squadra in Yamaha Jorge Lorenzo.

### Arrivati al traguardo
| Pos. | Nº | Pilota           | Squadra                     | Motocicletta       | Giri | Tempo     | Griglia | Punti |
| ---- | -- | ---------------- | --------------------------- | ------------------ | ---- | --------- | ------- | ----- |
| 1º   | 46 | Valentino Rossi  | Movistar Yamaha             | Yamaha YZR-M1      | 20   | 46'15.617 | 4º      | 25    |
| 2º   | 9  | Danilo Petrucci  | Octo Pramac Racing          | Ducati Desmosedici | 20   | +3.010    | 18º     | 20    |
| 3º   | 4  | Andrea Dovizioso | Ducati Team                 | Ducati Desmosedici | 20   | +4.117    | 12º     | 16    |
| 4º   | 99 | Jorge Lorenzo    | Movistar Yamaha             | Yamaha YZR-M1      | 20   | +5.726    | 2º      | 13    |
| 5º   | 26 | Daniel Pedrosa   | Repsol Honda                | Honda RC213V       | 20   | +11.132   | 3º      | 11    |
| 6º   | 45 | Scott Redding    | EG 0,0 Marc VDS             | Honda RC213V       | 20   | +25.467   | 7º      | 10    |
| 7º   | 38 | Bradley Smith    | Monster Yamaha Tech 3       | Yamaha YZR-M1      | 20   | +26.717   | 6º      | 9     |
| 8º   | 29 | Andrea Iannone   | Ducati Team                 | Ducati Desmosedici | 20   | +29.393   | 9º      | 8     |
| 9º   | 41 | Aleix Espargaró  | Suzuki Ecstar               | Suzuki GSX-RR      | 20   | +38.815   | 10º     | 7     |
| 10º  | 19 | Álvaro Bautista  | Aprilia Racing Team Gresini | Aprilia RS-GP      | 20   | +41.712   | 20º     | 6     |
| 11º  | 25 | Maverick Viñales | Suzuki Ecstar               | Suzuki GSX-RR      | 20   | +44.776   | 13º     | 5     |
| 12º  | 69 | Nicky Hayden     | Aspar Team                  | Honda RC213V-RS    | 20   | +52.489   | 21º     | 4     |
| 13º  | 8  | Héctor Barberá   | Avintia Racing              | Ducati Desmosedici | 20   | +1'11.211 | 17º     | 3     |
| 14º  | 63 | Mike Di Meglio   | Avintia Racing              | Ducati Desmosedici | 20   | +1'15.292 | 22º     | 2     |
| 15º  | 15 | Alex De Angelis  | E-Motion IodaRacing         | ART                | 20   | +1'17.863 | 25º     | 1     |
| 16º  | 76 | Loris Baz        | Forward Racing              | Yamaha Forward     | 20   | +1'19.310 | 15º     |       |
| 17º  | 50 | Eugene Laverty   | Aspar Team                  | Honda RC213V-RS    | 20   | +1'19.735 | 19º     |       |
| 18º  | 71 | Claudio Corti    | Forward Racing              | Yamaha Forward     | 20   | +1'58.086 | 23º     |       |
| 19º  | 17 | Karel Abraham    | AB Motoracing               | Honda RC213V-RS    | 19   | +1 giro   | 24º     |       |

### Ritirati
| Nº | Pilota          | Squadra                     | Motocicletta       | Giri | Griglia |
| -- | --------------- | --------------------------- | ------------------ | ---- | ------- |
| 44 | Pol Espargaró   | Monster Yamaha Tech 3       | Yamaha YZR-M1      | 14   | 5º      |
| 93 | Marc Márquez    | Repsol Honda                | Honda RC213V       | 12   | 1º      |
| 6  | Stefan Bradl    | Aprilia Racing Team Gresini | Aprilia RS-GP      | 12   | 14º     |
| 35 | Cal Crutchlow   | LCR Honda                   | Honda RC213V       | 4    | 8º      |
| 43 | Jack Miller     | LCR Honda                   | Honda RC213V-RS    | 2    | 16º     |
| 68 | Yonny Hernández | Octo Pramac Racing          | Ducati Desmosedici | 0    | 11º     |

## Moto2
Nella gara meno disturbata dalla pioggia della giornata si è imposto il francese Johann Zarco al quinto successo della stagione e che ha preceduto i due piloti spagnoli Álex Rins e Esteve Rabat.

### Arrivati al traguardo
| Pos. | Nº | Pilota              | Squadra                        | Motocicletta       | Giri | Tempo     | Griglia | Punti |
| ---- | -- | ------------------- | ------------------------------ | ------------------ | ---- | --------- | ------- | ----- |
| 1º   | 5  | Johann Zarco        | Ajo Motorsport                 | Kalex Moto2        | 18   | 42'53.674 | 3º      | 25    |
| 2º   | 40 | Álex Rins           | Paginas Amarillas HP 40        | Kalex Moto2        | 18   | +3.360    | 2º      | 20    |
| 3º   | 1  | Esteve Rabat        | EG 0,0 Marc VDS                | Kalex Moto2        | 18   | +5.527    | 4º      | 16    |
| 4º   | 73 | Álex Márquez        | EG 0,0 Marc VDS                | Kalex Moto2        | 18   | +6.489    | 9º      | 13    |
| 5º   | 94 | Jonas Folger        | AGR Team                       | Kalex Moto2        | 18   | +8.228    | 7º      | 11    |
| 6º   | 22 | Sam Lowes           | Speed Up Racing                | Speed Up SF15      | 18   | +28.261   | 1º      | 10    |
| 7º   | 95 | Anthony West        | QMMF Racing                    | Speed Up SF15      | 18   | +33.902   | 22º     | 9     |
| 8º   | 11 | Sandro Cortese      | Dynavolt Intact GP             | Kalex Moto2        | 18   | +33.939   | 10º     | 8     |
| 9º   | 12 | Thomas Lüthi        | Derendinger Racing Interwetten | Kalex Moto2        | 18   | +34.889   | 5º      | 7     |
| 10º  | 88 | Ricard Cardús       | JPMoto Malaysia                | Suter MMX2         | 18   | +35.084   | 23º     | 6     |
| 11º  | 23 | Marcel Schrötter    | Tech 3                         | Tech 3 Mistral 610 | 18   | +38.814   | 18º     | 5     |
| 12º  | 4  | Randy Krummenacher  | JIR Racing                     | Kalex Moto2        | 18   | +39.190   | 14º     | 4     |
| 13º  | 77 | Dominique Aegerter  | Technomag Racing Interwetten   | Kalex Moto2        | 18   | +47.780   | 11º     | 3     |
| 14º  | 30 | Takaaki Nakagami    | Idemitsu Honda Team Asia       | Kalex Moto2        | 18   | +57.103   | 6º      | 2     |
| 15º  | 49 | Axel Pons           | AGR Team                       | Kalex Moto2        | 18   | +1'00.071 | 13º     | 1     |
| 16º  | 55 | Hafizh Syahrin      | Petronas Raceline Malaysia     | Kalex Moto2        | 18   | +1'02.268 | 12º     |       |
| 17º  | 39 | Luis Salom          | Paginas Amarillas HP 40        | Kalex Moto2        | 18   | +1'04.389 | 17º     |       |
| 18º  | 60 | Julián Simón        | QMMF Racing                    | Speed Up SF15      | 18   | +1'04.806 | 16º     |       |
| 19º  | 25 | Azlan Shah          | Idemitsu Honda Team Asia       | Kalex Moto2        | 18   | +1'07.910 | 20º     |       |
| 20º  | 36 | Mika Kallio         | Italtrans Racing               | Kalex Moto2        | 18   | +1'08.594 | 19º     |       |
| 21º  | 2  | Jesko Raffin        | sports-millions-EMWE-SAG       | Kalex Moto2        | 18   | +1'10.950 | 25º     |       |
| 22º  | 97 | Xavi Vierge         | Tech 3                         | Tech 3 Mistral 610 | 18   | +1'11.354 | 24º     |       |
| 23º  | 70 | Robin Mulhauser     | Technomag Racing Interwetten   | Kalex Moto2        | 18   | +1'39.471 | 28º     |       |
| 24º  | 66 | Florian Alt         | E-Motion IodaRacing            | Suter MMX2         | 18   | +1'51.325 | 29º     |       |
| 25º  | 19 | Xavier Siméon       | Federal Oil Gresini            | Kalex Moto2        | 17   | +1 giro   | 21º     |       |
| 26º  | 64 | Federico Caricasulo | Italtrans Racing               | Kalex Moto2        | 17   | +1 giro   | 30º     |       |
| 27º  | 96 | Louis Rossi         | Tasca Racing                   | Tech 3 Mistral 610 | 16   | +2 giri   | 26º     |       |

### Ritirati
| Nº | Pilota              | Squadra               | Motocicletta | Giri | Griglia |
| -- | ------------------- | --------------------- | ------------ | ---- | ------- |
| 10 | Thitipong Warokorn  | APH PTT The Pizza SAG | Kalex Moto2  | 16   | 27º     |
| 7  | Lorenzo Baldassarri | Forward Racing        | Kalex Moto2  | 13   | 8º      |
| 3  | Simone Corsi        | Forward Racing        | Kalex Moto2  | 13   | 15º     |
| 28 | Bradley Ray         | FAB-Racing            | FTR          | 2    | 31º     |

## Moto3
In una gara caratterizzata da 16 ritiri e da distacchi tra i vari piloti molto più elevati del solito, si è imposto il pilota di casa Danny Kent che ha preceduto al traguardo il pilota ceco Jakub Kornfeil e l'italiano Niccolò Antonelli.
A questo punto della stagione, come in Moto2, la situazione di classifica pare essere abbastanza ben delineata con Kent in testa dopo i sei successi fin qui ottenuti nelle 12 prove effettuate.

### Arrivati al traguardo
| Pos. | Nº | Pilota              | Squadra                    | Motocicletta        | Giri | Tempo     | Griglia | Punti |
| ---- | -- | ------------------- | -------------------------- | ------------------- | ---- | --------- | ------- | ----- |
| 1º   | 52 | Danny Kent          | Leopard Racing             | Honda NSF250R       | 17   | 44'13.623 | 3º      | 25    |
| 2º   | 84 | Jakub Kornfeil      | Drive M7 SIC               | KTM RC 250 GP       | 17   | +8.492    | 13º     | 20    |
| 3º   | 23 | Niccolò Antonelli   | Ongetta-Rivacold           | Honda NSF250R       | 17   | +13.189   | 18º     | 16    |
| 4º   | 20 | Fabio Quartararo    | Estrella Galicia 0,0       | Honda NSF250R       | 17   | +50.018   | 11º     | 13    |
| 5º   | 11 | Livio Loi           | RW Racing GP               | Honda NSF250R       | 17   | +51.755   | 28º     | 11    |
| 6º   | 17 | John McPhee         | Saxoprint RTG              | Honda NSF250R       | 17   | +53.726   | 12º     | 10    |
| 7º   | 58 | Juanfran Guevara    | Mapfre Team Mahindra       | Mahindra MGP3O      | 17   | +1'01.086 | 19º     | 9     |
| 8º   | 48 | Lorenzo Dalla Porta | Husqvarna Factory Laglisse | Husqvarna FR 250 GP | 17   | +1'06.158 | 27º     | 8     |
| 9º   | 7  | Efrén Vázquez       | Leopard Racing             | Honda NSF250R       | 17   | +1'08.634 | 4º      | 7     |
| 10º  | 24 | Tatsuki Suzuki      | CIP                        | Mahindra MGP3O      | 17   | +1'13.589 | 33º     | 6     |
| 11º  | 10 | Alexis Masbou       | Saxoprint RTG              | Honda NSF250R       | 17   | +1'18.961 | 6º      | 5     |
| 12º  | 5  | Romano Fenati       | SKY Racing Team VR46       | KTM RC 250 GP       | 17   | +1'27.462 | 8º      | 4     |
| 13º  | 44 | Miguel Oliveira     | Red Bull KTM Ajo           | KTM RC 250 GP       | 17   | +1'31.210 | 9º      | 3     |
| 14º  | 63 | Zulfahmi Khairuddin | Drive M7 SIC               | KTM RC 250 GP       | 17   | +1'37.523 | 29º     | 2     |
| 15º  | 16 | Andrea Migno        | SKY Racing Team VR46       | KTM RC 250 GP       | 17   | +1'38.004 | 17º     | 1     |
| 16º  | 65 | Philipp Öttl        | Schedl GP Racing           | KTM RC 250 GP       | 17   | +1'40.376 | 24º     |       |
| 17º  | 2  | Remy Gardner        | CIP                        | Mahindra MGP3O      | 17   | +1'50.488 | 22º     |       |
| 18º  | 26 | Luke Hedger         | FPW Racing                 | Kalex KTM           | 17   | +2'30.582 | 36º     |       |
| 19º  | 66 | Taz Taylor          | RS Racing                  | KTM RC 250 GP       | 16   | +1 giro   | 35º     |       |
| 20º  | 76 | Hiroki Ono          | Leopard Racing             | Honda NSF250R       | 16   | +1 giro   | 31º     |       |

### Ritirati
| Nº | Pilota             | Squadra                    | Motocicletta        | Giri | Griglia |
| -- | ------------------ | -------------------------- | ------------------- | ---- | ------- |
| 21 | Francesco Bagnaia  | Mapfre Team Mahindra       | Mahindra MGP3O      | 15   | 15º     |
| 33 | Enea Bastianini    | Gresini Racing             | Honda NSF250R       | 15   | 7º      |
| 29 | Stefano Manzi      | San Carlo Team Italia      | Mahindra MGP3O      | 15   | 26º     |
| 55 | Andrea Locatelli   | Gresini Racing             | Honda NSF250R       | 14   | 20º     |
| 40 | Darryn Binder      | Outox Reset Drink          | Mahindra MGP3O      | 14   | 25º     |
| 19 | Alessandro Tonucci | Outox Reset Drink          | Mahindra MGP3O      | 12   | 30º     |
| 88 | Jorge Martín       | Mapfre Team Mahindra       | Mahindra MGP3O      | 10   | 16º     |
| 95 | Jules Danilo       | Ongetta-Rivacold           | Honda NSF250R       | 8    | 23º     |
| 41 | Brad Binder        | Red Bull KTM Ajo           | KTM RC 250 GP       | 8    | 10º     |
| 98 | Karel Hanika       | Red Bull KTM Ajo           | KTM RC 250 GP       | 6    | 2º      |
| 32 | Isaac Viñales      | RBA Racing                 | KTM RC 250 GP       | 6    | 5º      |
| 6  | María Herrera      | Husqvarna Factory Laglisse | Husqvarna FR 250 GP | 6    | 14ª     |
| 22 | Ana Carrasco       | RBA Racing                 | KTM RC 250 GP       | 6    | 34ª     |
| 12 | Matteo Ferrari     | San Carlo Team Italia      | Mahindra MGP3O      | 1    | 32º     |
| 9  | Jorge Navarro      | Estrella Galicia 0,0       | Honda NSF250R       | 0    | 1º      |
| 91 | Gabriel Rodrigo    | RBA Racing                 | KTM RC 250 GP       | 0    | 21º     |